# Surfin' Safari
Surfin 'Safari é o álbum de estréia da banda de surf music americana The Beach Boys, lançado em 1º de outubro de 1962 pela Capitol Records. O crédito oficial da produção foi para Nick Venet, embora tenha sido Brian Wilson com seu pai Murry Wilson quem contribuiu substancialmente para a produção do álbum; Brian também escreveu ou co-escreveu nove de suas 12 faixas. O álbum chegou ao 32º lugar nas 37 semanas em que esteve nas paradas americanas.
O álbum foi precedido por dois singles: "Surfin'" e  "Surfin' Safari", que alcançaram os números 75 e 14, respectivamente. O sucesso da canção "Surfin 'Safari" ajudou a garantir um álbum completo para o grupo, enquanto um single adicional, "Ten Little Indians", foi lançado, alcançando o número 49.

## Lista de faixas
Todas as faixas cantadas por Mike Love exceto onde indicado.
| Lado A |                       |           |         |  |
| N.º    | Título                | Vocais    | Duração |  |
| 1.     | "Surfin' Safari"      |           | 2:05    |  |
| 2.     | "County Fair"         |           | 2:15    |  |
| 3.     | "Ten Little Indians"  |           | 1:26    |  |
| 4.     | "Chug-A-Lug"          |           | 1:59    |  |
| 5.     | "Little Miss America" | D. Wilson | 2:04    |  |
| 6.     | "409"                 |           | 1:59    |  |

| Lado B |                              |                     |         |  |
| N.º    | Título                       | Vocais              | Duração |  |
| 1.     | "Surfin'"                    |                     | 2:10    |  |
| 2.     | "Heads You Win–Tails I Lose" |                     | 2:17    |  |
| 3.     | "Summertime Blues"           | Marks and C. Wilson | 2:09    |  |
| 4.     | "Cuckoo Clock"               | B. Wilson           | 2:08    |  |
| 5.     | "Moon Dawg"                  | instrumental        | 2:00    |  |
| 6.     | "The Shift"                  |                     | 1:52    |  |

Some reissue pressings omit "Surfin'" and "Cuckoo Clock", and move "Chug-A-Lug" onto Side two after "Heads You Win".
| Versão remasterizada em CD lançado em 2001 |                   |           |         |  |
| N.º                                        | Título            | Vocais    | Duração |  |
| 13.                                        | "Cindy, Oh Cindy" | B. Wilson | 2:10    |  |
| 14.                                        | "The Baker Man"   |           | 2:37    |  |
| 15.                                        | "Land Ahoy"       |           | 1:38    |  |